# 사진 확대기

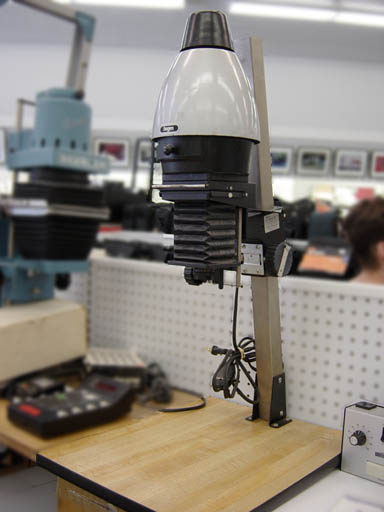
사진 확대기

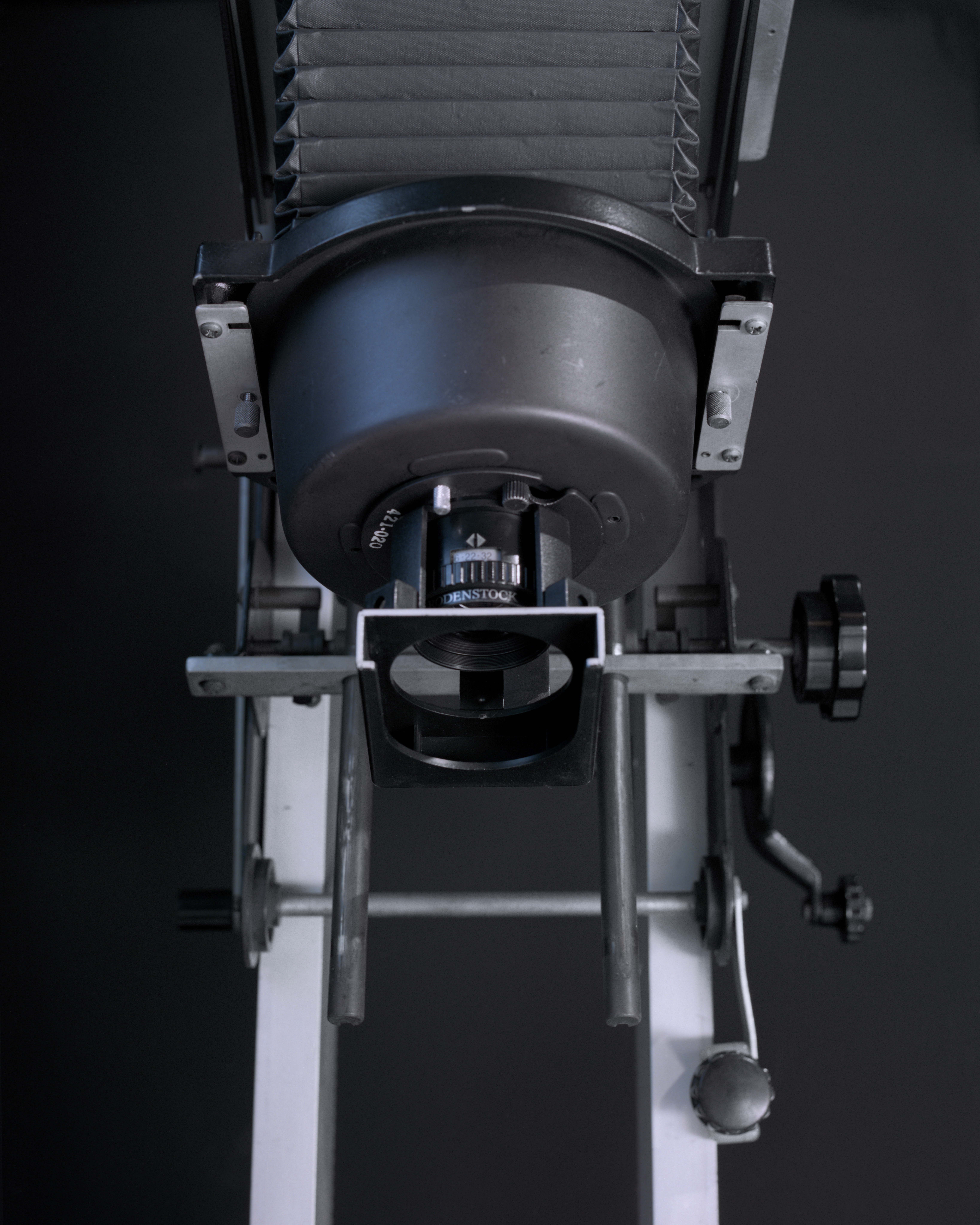
확대기의 렌즈.

사진 확대기(寫眞擴大機, Enlarger)는 사진 필름의 상을 확대하고 투영하여, 인화지에 새기는 기계이다.
사진 확대기가 언제 발명되었는지는 분명치 않으나, 이제까지의 카메라는 비교적 큰 필름 등을 인화지에 밀착시켜 포지티브상("양화"라고 함)을 얻고 있었다. 그러나 35밀리미터 필름은 그 크기 그대로는 감상하기 어려운 크기이므로, 확대하는 시스템이 필요하게 되었다.
초기의 사진 확대기는 태양빛을 쓰는 것도 있었지만, 지금은 전용 전구나 콜드 라이트를 사용하는 것이 보통이다. 다만 자외선 형광등을 사용하는 경우도 있다.
디퓨저(산광기) 확대기는 네거티브의 콘텍트 프린트와 동일한 명도의 영상을 생산한다.

## 같이 보기
- 콘텍트 프린터